# Округ Херд (Џорџија)
Херд (енгл. Heard County) је округ у америчкој савезној држави Џорџија.

## Демографија
По попису из 2010. године број становника је 11.834, што је 822 (7,5%) становника више него 2000. године.
| Група             | 2000.         | 2010.          |
| Белци             | 9.580 (87,0%) | 10.190 (86,1%) |
| Афроамериканци    | 1.192 (10,8%) | 1.159 (9,8%)   |
| Азијати           | 12 (0,1%)     | 56 (0,5%)      |
| Хиспаноамериканци | 116 (1,1%)    | 223 (1,9%)     |
| Укупно            | 11.012        | 11.834         |